# سابایوو
سابایوو (انگلیسی: Sabayevo) یک شهرک در شهرستان بوزدیاکسکی باشقیرستان کشور روسیه است.